# Sopot (Belgrado)
Sopot (serbocroata cirílico: Сопот) es un municipio suburbano de la ciudad de Belgrado, la capital de Serbia.
En 2011 su población era de 20 367 habitantes, de los cuales 4548 vivían en la villa y el resto en las 16 pedanías del municipio. La mayoría de los habitantes del municipio son étnicamente serbios (19 554 habitantes), con una pequeña minoría de gitanos (148 habitantes).
Su topónimo deriva de una antigua palabra eslava, en desuso en serbocroata, que viene a significar "fuente" o "manantial". Desde 1972 alberga un festival de cine anual llamado "Sofest".
Se ubica unos 25 km al sur de la capital nacional Belgrado.

## Pedanías
Además de la villa de Sopot, el municipio incluye los siguientes pueblos:
- Babe
- Guberevac
- Dučina
- Drlupa
- Đurinci
- Mala Ivanča
- Mali Požarevac
- Nemenikuće
- Parcani
- Popović
- Ralja
- Rogača
- Sibnica
- Slatina
- Stojnik

Hasta octubre de 2019 había una decimosexta pedanía llamada Ropočevo, que actualmente se considera un barrio de la villa.